# Morti nel 1972/Senza giorno specificato
| Questa pagina contiene informazioni ricavate automaticamente dalle voci biografiche con l'ausilio del template Bio e di un bot. L'aggiornamento è periodico e automatico e ricostruisce completamente la pagina. Se manca una persona in questa lista, sei pregato di non aggiungerla, ma accertati piuttosto che la sua voce biografica contenga il template Bio e che i dati anagrafici siano correttamente compilati. Se il template Bio manca, inseriscilo tu stesso o, in alternativa, metti l'avviso {{tmp\|Bio}} che ne segnala la mancanza. Se i dati riportati sono sbagliati, correggi direttamente la voce biografica; le modifiche saranno visibili in questa lista entro pochi giorni. Per chiarimenti vedi il progetto biografie. La lista contiene solo le 69 persone che sono citate nell'enciclopedia e per le quali è stato implementato correttamente il template Bio. Pagina aggiornata al 3 mar 2024. |

- Fatin Abdel Wahab, regista egiziano (n. 1913)
- Tevfik Rüştü Aras, politico turco (n. 1883)
- Gustavo Bendlin, cestista paraguaiano (n. 1935)
- Enzo Boni Baldoni, religioso italiano (n. 1906)
- Rosetta Boninsegna, pittrice italiana (n. 1924)
- Robert Curry Cameron, astronomo statunitense (n. 1925)
- Giovanni Cavaliere, calciatore italiano (n. 1907)
- Aldo Cervi, architetto italiano (n. 1901)
- Domenico Chirieleison, generale italiano (n. 1888)
- Angela Cian, modella italiana (n. 1886)
- Giovanni Colombo, pittore italiano (n. 1908)
- Alfonso Corradi, pittore italiano (n. 1889)
- Luigino Cossu, cantante italiano (n. 1898)
- Charles Craig, attore statunitense (n. 1877)
- Lucia Crestani, soprano italiana (n. 1886)
- Emelina Maria Antonieta da Cunha, medico indiana (n. 1873)
- Carlo De Marchi, calciatore italiano (n. 1890)
- Adele DeGarde, attrice statunitense (n. 1899)
- Jasper Deeter, attore e regista statunitense (n. 1893)
- Bayard Dodge, storico e islamista statunitense (n. 1888)
- Henri Essette, micologo francese (n. 1895)
- Paul S. Fox, scenografo statunitense (n. 1898)
- Leonhard Fürst, regista e sceneggiatore tedesco (n. 1904)
- Emanuel Gambino, mafioso statunitense (n. 1943)
- Robert Gardner, archeologo e fotografo britannico (n. 1889)
- Luigi Gianturco, avvocato e politico italiano (n. 1894)
- Adriano Grande, poeta e pittore italiano (n. 1897)
- Julian Gumperz, sociologo tedesco (n. 1898)
- Tommy Hopper, calciatore inglese (n. 1915)
- J. Roy Hunt, direttore della fotografia statunitense (n. 1884)
- John Hutchinson, botanico britannico (n. 1884)
- Eraldo Ilari, generale e aviatore italiano (n. 1897)
- Edgar Augustus Jerome Johnson, economista statunitense (n. 1900)
- Eugenio Luzcando, cestista e allenatore di pallacanestro panamense
- Guido Marussig, pittore, incisore e scultore italiano (n. 1885)
- Alfredo Mazzucchi, compositore italiano (n. 1878)
- Sigismondo Montani, ingegnere e politico italiano (n. 1903)
- Ferruccio Morandini, pittore, incisore e designer italiano (n. 1903)
- Giorgio Morigi, militare italiano (n. 1889)
- George Naccache, politico e editore libanese (n. 1904)
- Giorgio Nataletti, etnomusicologo italiano (n. 1907)
- R. Nataraja Mudaliar, regista, produttore cinematografico e montatore indiano (n. 1885)
- Giovanni Nicosia, scrittore, giornalista e partigiano italiano (n. 1919)
- Enrico Ortolani, pittore e illustratore italiano (n. 1883)
- Irma Pavone Grotta, illustratrice e grafica italiana (n. 1900)
- Icilio Petrone, giornalista e scrittore italiano (n. 1902)
- Procolo Pianetti, calciatore italiano (n. 1890)
- Gian Cesare Pico, pedagogista italiano (n. 1882)
- Mario Ponzio di San Sebastiano, militare italiano (n. 1899)
- Maria Pospisilova, artista cecoslovacca (n. 1902)
- Alice Pruvot-Fol, zoologa francese (n. 1873)
- Angelo Righetti, scultore italiano (n. 1900)
- Ricardo Rimini, schermidore uruguaiano (n. 1908)
- Roberto Rivas, calciatore salvadoregno (n. 1941)
- Isma'il Safwat, generale iracheno (n. 1896)
- Edward Said Tingatinga, pittore tanzaniano (n. 1932)
- Hugo K. Sievers, medico e politico cileno (n. 1903)
- Lorenz Spann, ginnasta e multiplista statunitense (n. 1876)
- George Stacey, calciatore inglese (n. 1881)
- Giovanni Stecchina, politico italiano (n. 1886)
- Vladimir Sergeevič Vachmistrov, ingegnere aeronautico sovietico (n. 1897)
- Venanzio Vallera, antifascista e anarchico italiano (n. 1900)
- Biagio Vecchioni, politico italiano (n. 1900)
- Luigi Vercelli, calciatore italiano (n. 1898)
- Mario Visconti, schermidore italiano
- Jankiel Wiernik, scrittore e superstite dell'Olocausto polacco (n. 1889)
- Mabel Wright, attrice teatrale statunitense (n. 1880)
- Biagio Zoccola, calciatore e allenatore di calcio italiano (n. 1903)
- Gavin Rylands de Beer, zoologo e antiquario inglese (n. 1899)